# Єщенко Олексій Прокопович
Олексій Прокопович Єщенко (нар. 19 червня 1949 — пом. 4 січня 2010, Луцьк) — радянський футболіст, що грав на позиції півзахисника. По закінченні футбольної кар'єри — радянський та український футбольний тренер, кілька разів очолював тренерський штаб луцької «Волині». у тому числі за час її виступів у вищій українській лізі.

## Клубна кар'єра
Олексій Єщенко розпочав футбольну кар'єру з виступів за клуб колективу фізкультури «Електрик» із Луцька. У 1970 році запрошений до місцевої команди майстрів другої ліги «Торпедо», за яку відіграв один сезон. З наступного року виступав у аматорській команді луцького «Торпедо», у складі якої був неодноразовим призером чемпіонату області та володарем кубку області. У 1979 році закінчив виступи на футбольних полях.

## Тренерська кар'єра
Після закінчення кар'єри гравця Олексій Єщенко працював дитячим тренером у Луцьку, одним із його вихованців є його син, Олександр Єщенко. Із 1988 року працював у тренерському штабі «Волині». Із 1988 року до квітня 1996 року працював одним із тренерів клубу, і після відставки Віталія Кварцяного місяць очолював луцький клуб. Після призначення Юрія Дячука-Ставицького головним тренером залишився працювати у його штабі. Удруге очолив луцьку команду у вересні 1997 року, коли «Волинь» грала у першій лізі, та керував діями команди до кінця року. Утретє головним тренером лучан Олексій Єщенко був протягом двох місяців — із липня по вересень — у 1998 році, після чого повернувся до роботи асистента головного тренера. Останній раз Олексій Єщенко очолював «Волинь» з травня 1999 року до початку 2000 року, після чого завершив тренерську кар'єру.

## Особисте життя
Син Олексія Єщенка — Олександр Єщенко — був відомим українським футболістом, пізніше прийняв російське громадянство, грав за низку російських команд вищої ліги, а також у вищій українській лізі за «Волинь».

## Смерть
Помер Олексій Єщенко 4 січня 2010 року в Луцьку, незадовго після свого 60-річчя. Похований колишній футболіст та тренер «Волині» у Луцьку.